# Antiochiai szír pátriárkák listája
Az alábbi lista a szír ortodox egyház legfőbb méltóságának viselőit, az antiochiai pátriárkákat tartalmazza. Az első antiochiai püspök a hagyomány szerint Szent Péter apostol volt az 1. században. Azóta megszakítatlan láncban folytatódik az antiochiai szír pátriárkák sora egészen a jelenlegi  II. Ignác Efrémig. Megjegyzendő, hogy az 5.–6. századtól – a hitviták eredményeként – a szír pátriárkák mellett antiochiai görög (ortodox) pátriárkát is választottak. Ez a méltóság is ugyancsak létezik napjainkban.
A nevek görögös  – illetve, ha van ilyen, magyaros – alakban szerepelnek.

## 37–500
| N   | Antiochiai pátriárka                    | Hivatali idő                | Megjegyzés                                          |
| --- | --------------------------------------- | --------------------------- | --------------------------------------------------- |
| 1.  | SZENT I. Péter (Petrosz)                | 37 – 53, †67. június 29.    | Más néven Péter apostol.                            |
| 2.  | SZENT Evodiosz                          | 53 – †69. május 6.          |                                                     |
| 3.  | SZENT I. Ignác (Ignátiosz)              | 69 – †107. október 17.      | Más néven Antiochiai Szent Ignác.                   |
| 4.  | SZENT I. Herón                          | 107 – †127. október 17.     | Más néven Heródión.                                 |
| 5.  | Kornél (Kornéliosz)                     | 127 – †154                  |                                                     |
| 6.  | II. Herón                               | 154 – †169                  | Más néven Erósz.                                    |
| 7.  | SZENT Teofil (Theophilosz)              | 169 – †183. október 13.     |                                                     |
| 8.  | I. Maximosz                             | 183 – †191                  |                                                     |
| 9.  | SZENT Szerápión                         | 191 – †211. október 30.     |                                                     |
| 10. | SZENT Aszklépiádész                     | 211 – †217. október 18.     | Más néven Hitvalló Szent Aszklépiádész.             |
| 11. | Philetosz                               | 217 – †231                  |                                                     |
| 12. | Zebinnosz                               | 231 – †237                  |                                                     |
| 13. | SZENT Babülasz                          | 237 – †253. szeptember 4.   | Más néven Mártír Szent Babülasz.                    |
| 14. | Fábiosz                                 | 253 – †256                  |                                                     |
| 15. | Démétriánosz                            | 256 – †260 k.               |                                                     |
| [?] | Amphilokhiosz                           | 260 k.                      | Kérdéses a működése.                                |
| 16. | Pál (Paulosz)                           | 260 k. – 268, †275 k.       | Más néven Szamosztai Szent Pál.                     |
| 17. | I. Domnosz                              | 268 – †273                  |                                                     |
| 18. | Timéosz                                 | 273 – †282                  |                                                     |
| 19. | SZENT I. Cirill (Kürillosz)             | 283 – †303. július 27.      |                                                     |
| 20. | Türannión                               | 304 – †314                  |                                                     |
| 21. | Vitáliosz                               | 314 – †320                  |                                                     |
| 22. | SZENT Philogoniosz                      | 320 – †323. december 20.    |                                                     |
| 23. | Paulinosz                               | 323 – 324, ld. alább        | Más néven Tiro-i Paulinosz.                         |
| 24. | SZENT Eusztathiosz                      | 324 – 332, †338             | Más néven Nagy Szent Eusztathiosz.                  |
| 23. | Paulinosz (2x)                          | 332 – †332                  |                                                     |
| 25. | Eulaliosz                               | 331 – †332                  |                                                     |
| 26. | Euphroniosz                             | 332 – †333                  |                                                     |
| 27. | Flakillosz                              | 333 – †342                  | Más néven Fakelliosz.                               |
| 28. | I. István (Sztéphanosz)                 | 342 – †344                  |                                                     |
| 29. | Leontiosz                               | 344 – †358                  |                                                     |
| 30. | Eudoxiosz                               | 358 – 359, †370             | Később konstantinápolyi püspök.                     |
| 31. | Aniánosz                                | 359-ben, †?                 |                                                     |
| 32. | SZENT Melétiosz                         | 360 – †381 májusa           | Az ő ideje alatt ellen-pátriárkák léptek fel.       |
| 33. | SZENT I. Flávián (Phlabianosz, *320 k.) | 381 – †404 februárja        |                                                     |
| 34. | Porphürosz                              | 404 – †412                  |                                                     |
| 35. | I. Sándor (Alexandrosz)                 | 412 – †417                  | Görög pátriárkák között az I. (Szír több nem volt.) |
| 36. | Theodotosz                              | 417 – †429                  |                                                     |
| 37. | I. János (Jóannész)                     | 428 – †442                  |                                                     |
| 38. | II. Domnosz                             | 442 – †449                  |                                                     |
| 39. | II. Maximosz                            | 449 – †455                  |                                                     |
| 40. | Baszileosz                              | 456 – †458                  |                                                     |
| 41. | Akakiosz                                | 458 – †461                  |                                                     |
| 42. | Martüriosz                              | 461 – 469, †469 után        |                                                     |
| 43. | II. Péter (Petrosz)                     | 469 – 471, ld. alább        |                                                     |
| 44. | Juliánosz                               | 471 – †476                  |                                                     |
| 43. | II. Péter (2x)                          | 476-ban, ld. alább          |                                                     |
| 45. | II. János (Jóannész)                    | 476 – †477                  |                                                     |
| 46. | II. István (Sztéphanosz)                | 477 – †479                  |                                                     |
| 47. | Kalendión                               | 479 – †485                  |                                                     |
| 43. | II. Péter (3x)                          | 485 – †488                  |                                                     |
| 48. | Palládiosz                              | 488 – †498                  |                                                     |
| 49. | SZENT II. Flávián (Phlabianosz)         | 498 – 512, †518. július 20. |                                                     |

## 500–1000
- Az 518 utáni görög pátriárkákat lásd

| N                       | Antiochiai pátriárka             | Hivatali idő              | Megjegyzés                                                              |
| ----------------------- | -------------------------------- | ------------------------- | ----------------------------------------------------------------------- |
| 50.                     | SZENT Szeverosz (*465)           | 512 – †538. február 8.    | Más néven Nagy Szent Szeverosz. Ő alatta szakadt ki a görög ortodox ág. |
| Interregnum 538 – 544   |                                  |                           |                                                                         |
| 51.                     | Szergiosz                        | 544 – †546                | Más néven Tellai Szergiosz.                                             |
| Interregnum 546 – 550   |                                  |                           |                                                                         |
| 52.                     | II. Pál (Paulosz)                | 550 – 575, †581           | Más néven Alexandriai Pál.                                              |
| [?]                     | Theophániosz                     | 575 – †581                | Kérdéses a létezése.                                                    |
| 53.                     | III. Péter                       | 581 – †591                | Más néven Raqqai Péter.                                                 |
| 54.                     | I. Juliánosz                     | 591 – †595                |                                                                         |
| 55.                     | I. Atanáz (Athanásziosz)         | 595 – †631                | Más néven Athanásziosz Gammolo.                                         |
| 56.                     | II. János (Jóannész)             | 631 – †648                | Más néven Szedréi Jóannész.                                             |
| 57.                     | Theodórosz                       | 649 – †667                |                                                                         |
| 58.                     | II. Szeverosz                    | 667 – †681                |                                                                         |
| Interregnum 681 – 683   |                                  |                           |                                                                         |
| 59.                     | II. Atanáz (Athanásziosz)        | 683 – †686                |                                                                         |
| 60.                     | II. Juliánosz                    | 686 – †708                |                                                                         |
| 61.                     | I. Illés (Éliász, *641)          | 709 – †723                |                                                                         |
| 62.                     | III. Atanáz (Athanásziosz)       | 724 – †740                |                                                                         |
| 63.                     | I. Iwanisz                       | 740 – †754                |                                                                         |
| 64.                     | Euwanisz                         | 754 – †756                |                                                                         |
| 65.                     | Atanáz Szandalaja (Athanásziosz) | 756 – †758                |                                                                         |
| 66.                     | SZENT I. György (Géorgiosz)      | 758 – 790, †814           |                                                                         |
| 67.                     | József (Josziph)                 | 790 – †792                |                                                                         |
| 68.                     | Cirjék (Küriákosz)               | 793 – †817. augusztus 16. | Más néven Tagriti Küriákosz.                                            |
| 69.                     | I. Dénes (Dionüsziosz)           | 817 – †845                | Más néven Tel Mahre-i Dionüsziosz.                                      |
| 70.                     | III. János (Jóannész)            | 846 – †873                |                                                                         |
| 71.                     | II. Ignác (Ignátiosz)            | 878 – †883                |                                                                         |
| Interregnum 883 – 887   |                                  |                           |                                                                         |
| 72.                     | Teodóz Románosz (Theodóziosz)    | 887 – †896                | Más néven Tagriti Theodóziosz.                                          |
| 73.                     | II. Dénes (Dionüsziosz)          | 897 – †909                |                                                                         |
| 74.                     | IV. János (Jóannész)             | 910 – †922                | Más néven Jóannész Qurzahli.                                            |
| 75.                     | I. Baszileosz                    | 923 – †935                |                                                                         |
| 76.                     | V. János (Jóannész)              | 936 – †953                |                                                                         |
| 77.                     | II. Iwanisz                      | 954 – †957                |                                                                         |
| 78.                     | III. Dénes (Dionüsziosz)         | 958 – †961                |                                                                         |
| 79.                     | I. Ábrahám                       | 962 – †963                |                                                                         |
| Interregnum 963 – 965   |                                  |                           |                                                                         |
| 80.                     | VI. János (Jóannész)             | 965 – †985                | Más néven Jóannész Szarigta.                                            |
| 81.                     | IV. Atanáz (Athanásziosz)        | 986 – †1002               | Más néven Szalahi Athanásziosz.                                         |
| Interregnum 1002 – 1004 |                                  |                           |                                                                         |

## 1000–1500
| N                       | Antiochiai pátriárka        | Hivatali idő               | Megjegyzés                        |
| ----------------------- | --------------------------- | -------------------------- | --------------------------------- |
| 82.                     | VII. János (Jóannész)       | 1004 – †1033               | Abduni                            |
| 83.                     | IV. Dénes (Dionüsziosz)     | 1034 – †1044               | Más néven Dionüsziosz Jahia.      |
| Interregnum 1044 – 1049 |                             |                            |                                   |
| 84.                     | VIII. János (Jóannész)      | 1049 – †1057               |                                   |
| 85.                     | V. Atanáz (Athanásziosz)    | 1058 – †1063               |                                   |
| 86.                     | IX. János (Jóannész)        | 1063 – †1073               |                                   |
| 87.                     | II. Baszileosz              | 1074 – †1075               |                                   |
| 88.                     | János Abdun (Jóannész)      | 1075 – 1077, †1091 után    |                                   |
| 89.                     | V. Dénes (Dionüsziosz)      | 1077 – †1078               | Más néven Dionüsziosz Lazarosz.   |
| Interregnum 1078 – 1080 |                             |                            |                                   |
| 90.                     | III. Iwanisz                | 1080 – †1082               |                                   |
| Interregnum 1082 – 1088 |                             |                            |                                   |
| 91.                     | VI. Dénes (Dionüsziosz)     | 1088 – †1090               |                                   |
| 92.                     | VI. Atanáz (Athanásziosz)   | 1091 – †1129               |                                   |
| 93.                     | X. János (Jóannész)         | 1129 – †1137               |                                   |
| 94.                     | VII. Atanáz (Athanásziosz)  | 1137 – †1166               |                                   |
| 95.                     | I. Mihály (Mikhaél, *1126)  | 1166 – †1199               | Más néven Nagy Mihály.            |
| 96.                     | VIII. Atanáz (Athanásziosz) | 1200 – †1207               |                                   |
| 97.                     | XI. János (Jóannész)        | 1208 – †1220               |                                   |
| Interregnum 1220 – 1222 |                             |                            |                                   |
| 98.                     | III. Ignác (Ignátiosz)      | 1222 – †1252               | Más néven Ignátiosz David.        |
| 99.                     | XII. János (Jóannész)       | 1252 – †1263               |                                   |
| 100.                    | IV. Ignác (Ignátiosz)       | 1264 – †1282               | Más néven Ignátiosz Jesu. (Jézus) |
| 101.                    | I. Philoxénosz              | 1283 – †1292               | Más néven Philoxénosz Nemrud.     |
| 102.                    | II. Mihály (Mikhaél)        | 1292 – †1312. december 7.  |                                   |
| 103.                    | III. Mihály (Mikhaél)       | 1312 – †1349               | Más néven Mikhaél Jesu. (Jézus)   |
| 104.                    | III. Baszileosz             | 1349 – †1387               | Más néven Baszileosz Gabriél.     |
| 105.                    | II. Philoxénosz             | 1387 – †1421               |                                   |
| 106.                    | IV. Baszileosz              | 1421 – †1444               | Más néven Baszileosz Semun.       |
| 107.                    | Ignác Behnam (Ignátiosz)    | 1445 – †1454. december 10. |                                   |
| 108.                    | Ignác Halaf (Ignátiosz)     | 1455 – †1483               |                                   |
| 109.                    | XIII. János (Jóannész)      | 1483 – †1493               | Más néven Jóannész Ignátiosz.     |
| 110.                    | Ignác Nuh (Ignátiosz)       | 1493 – †1509. július 28.   |                                   |

## 1500–1870
| N                       | Antiochiai pátriárka              | Hivatali idő | Megjegyzés              |
| ----------------------- | --------------------------------- | ------------ | ----------------------- |
| 111.                    | I. Ignác Jézus (Ignátiosz)        | 1509 – †1512 |                         |
| 112.                    | I. Ignác Jakab (Ignátiosz)        | 1512 – †1517 |                         |
| 113.                    | I. Ignác Dávid (Ignátiosz)        | 1517 – †1520 |                         |
| 114.                    | Ignác Abdullah (Ignátiosz)        | 1520 – †1557 |                         |
| 115.                    | Ignác Nemet Allah (Ignátiosz)     | 1557 – †1576 |                         |
| 116.                    | II. Ignác Dávid (Ignátiosz)       | 1576 – †1591 | Más néven Ignác Sáh.    |
| 117.                    | Ignác Pilátus (Ignátiosz)         | 1591 – †1597 |                         |
| 118.                    | Ignác Hadajat Allah (Ignátiosz)   | 1597 – †1639 |                         |
| 119.                    | Ignác Simon (Ignátiosz)           | 1640 – †1659 |                         |
| 120.                    | II. Ignác Jézus (Ignátiosz)       | 1659 – †1662 | Más néven Ignác Qamseh. |
| 121.                    | I. Ignác Abdul Maszih (Ignátiosz) | 1662 – †1686 |                         |
| 122.                    | II. György (Géorgiosz)            | 1687 – †1708 | Más néven Ignác György. |
| 123.                    | Ignác Izsák Azar (Ignátiosz)      | 1709 – †1722 |                         |
| 124.                    | Ignác Sukr Allah (Ignátiosz)      | 1722 – †1745 |                         |
| 125.                    | III. György (Géorgiosz)           | 1745 – †1768 | Más néven Ignác György. |
| 126.                    | IV. György (Géorgiosz)            | 1768 – †1781 | Más néven Ignác György. |
| Interregnum 1781 – 1783 |                                   |              |                         |
| 127.                    | Ignác Mátyás (Ignátiosz)          | 1783 – †1817 |                         |
| 128.                    | Ignác Junan (Ignátiosz)           | 1817 – †1818 |                         |
| 129.                    | V. György (Géorgiosz)             | 1819 – †1837 | Más néven Ignác György. |
| 130.                    | II. Illés (Éliász)                | 1838 – †1847 | Más néven Ignác Illés.  |
| 131.                    | II. Ignác Jakab (Ignátiosz)       | 1847 – †1871 |                         |

## 1870–2000
| N                       | Portré | Antiochiai szír pátriárka                                           | Hivatali idő | Megjegyzés               |
| ----------------------- | ------ | ------------------------------------------------------------------- | ------------ | ------------------------ |
| 132.                    | –      | IV. Péter (Petrosz) * 1798 † 1894. október 8.                       | 1872 – 1894  | Más néven Ignác Péter.   |
| 133.                    | –      | II. Ignác Abdul Maszih (Ignátiosz) * ? † 1915. augusztus 30.        | 1895 – 1906  |                          |
| 134.                    | –      | Ignác Abded Aloho (Ignátiosz) * 1833 † 1915                         | 1906 – 1915  |                          |
| Interregnum 1915 – 1917 |        |                                                                     |              |                          |
| 135.                    |        | III. Illés (Éliász) * 1867 † 1932. február 13.                      | 1917 – 1932  | Más néven Ignác Illés.   |
| 136.                    |        | I. Ignác Efrém (Ignátiosz) * 1887. június 15. † 1957. június 23.    | 1933 – 1957  | Más néven Ignác Barszum. |
| 137.                    |        | III. Ignác Jakab (Ignátiosz) * 1912. október 12. † 1980. június 26. | 1957 – 1980  |                          |
| 138.                    |        | Ignác Zakka (Ignátiosz) * 1933. április 21. † 2014. március 21.     | 1980 – 2014  |                          |

## 2000–
| N    | Portré | Antiochiai szír pátriárka                    | Hivatali idő    | Megjegyzés |
| ---- | ------ | -------------------------------------------- | --------------- | ---------- |
| 139. |        | II. Ignác Efrém (Ignátiosz) * 1965. május 3. | 2014 – napjaink |            |

## Fordítás
- Ez a szócikk részben vagy egészben  a   List of Patriarchs of Antioch című angol Wikipédia-szócikk fordításán alapul.  Az eredeti cikk szerkesztőit annak laptörténete sorolja fel. Ez a jelzés csupán a megfogalmazás eredetét és a szerzői jogokat jelzi, nem szolgál a cikkben szereplő információk forrásmegjelöléseként.
- Ez a szócikk részben vagy egészben  a   List of Syriac Patriarchs of Antioch from 512 to 1783 című angol Wikipédia-szócikk fordításán alapul.  Az eredeti cikk szerkesztőit annak laptörténete sorolja fel. Ez a jelzés csupán a megfogalmazás eredetét és a szerzői jogokat jelzi, nem szolgál a cikkben szereplő információk forrásmegjelöléseként.
- Ez a szócikk részben vagy egészben  a   List of Syriac Orthodox Patriarchs of Antioch című angol Wikipédia-szócikk fordításán alapul.  Az eredeti cikk szerkesztőit annak laptörténete sorolja fel. Ez a jelzés csupán a megfogalmazás eredetét és a szerzői jogokat jelzi, nem szolgál a cikkben szereplő információk forrásmegjelöléseként.
- Ez a szócikk részben vagy egészben  az   Anexo:Lista de patriarcas de Antioquia című portugál Wikipédia-szócikk fordításán alapul.  Az eredeti cikk szerkesztőit annak laptörténete sorolja fel. Ez a jelzés csupán a megfogalmazás eredetét és a szerzői jogokat jelzi, nem szolgál a cikkben szereplő információk forrásmegjelöléseként.
- Ez a szócikk részben vagy egészben  az   Anexo:Lista dos patriarcas de Antioquia da Igreja Ortodoxa Síria című portugál Wikipédia-szócikk fordításán alapul.  Az eredeti cikk szerkesztőit annak laptörténete sorolja fel. Ez a jelzés csupán a megfogalmazás eredetét és a szerzői jogokat jelzi, nem szolgál a cikkben szereplő információk forrásmegjelöléseként.